# Lean On
«Lean On» —literalmente en español: «Apoyarse»— es una canción coproducida por el dúo de productores jamaicano-estadounidense Major Lazer y el disc jockey francés DJ Snake, con la colaboración de la cantante  danesa MØ,  incluida en el álbum de estudio de Major Lazer, Peace is the Mission. Fue lanzada con ayuda de una disquera importante, a través del sello discográfico de Diplo, Mad Decent, Because Music para Europa, y Warner Music Group para Australia y es el primer sencillo del álbum lanzado el 1 de marzo de 2015. Esta canción es principalmente de los géneros moombahton, trap y EDM.

Fue un éxito comercial, alcanzando el número 4 en el Billboard Hot 100 y en el número 2 en la lista de sencillos del Reino Unido. Alcanzó el número 1 en varios otros países, entre ellos Australia, Irlanda, Países Bajos, Nueva Zelanda, Dinamarca, España y Suiza. El vídeo musical se estrenó el 23 de marzo de 2015.

## Antecedentes
En cuanto al proceso creativo detrás de «Lean On», de acuerdo con el productor Diplo, «escribimos esta canción junto con MØ en Trinidad. Fue un enganche fuerte... muy grande para mí, pero a la producción le faltaba una actitud que necesitábamos... un año más tarde re-mezclamos la canción en un ritmo completamente diferente y le pregunté a DJ Snake por un coro distinto... Después de que él hizo lo suyo, MØ y Blender reescribieron el nuevo ritmo de la canción en Las Vegas. Estamos muy orgullosos de esta canción».

## Vídeo musical
El vídeo musical de «Lean On» fue hecho en Maharashtra, India. El clip se estrenó el 22 de marzo de 2015. De ello se desprende una premisa de Major Lazer, MØ y DJ Snake de participar en secuencias de baile. Major se inspiró en un viaje anterior que emprendió en el país. Hablando del vídeo musical, Diplo comentó: «cuando nos dimos una vuelta por allí con, fue alucinante ver nuestro grupo de fans y queríamos incorporar la actitud y vibraciones positivas en nuestro vídeo y simplemente hacer algo que encarna la esencia de Major Lazer. Él siempre ha sido un mashup de cultura y para nosotros, la India se siente como una especie de criatura especial con un pie en la historia y uno firmemente en el futuro».
El video en YouTube actualmente cuenta con más de tres mil millones de visitas.

## Lista de canciones
1. "Lean On" (featuring MØ and DJ Snake) – 2:56

- ;Descarga Digital Remix[3]

1. "Lean On" (Dillon Francis and Jauz Remix) (featuring MØ and DJ Snake) – 4:38
2. "Lean On" (CRNKN Remix) (featuring MØ and DJ Snake) – 3:24
3. "Lean On" (Ephwurd and ETC!ETC! Remix) (featuring MØ and DJ Snake) (US non-enter) – 3:18
4. "Lean On" (Fono Remix) (featuring MØ and DJ Snake) – 5:09
5. "Lean On" (Malaa Remix) (featuring MØ and DJ Snake) – 6:17
6. "Lean On" (Moska Remix) (featuring MØ and DJ Snake) – 4:07
7. "Lean On" (Daktyls Interlude Edit) (featuring MØ and DJ Snake) – 1:56
8. "Lean On" (Tiёsto and MOTi Remix) (featuring MO and DJ Snake) – 4:56
9. "Lean On" (J Balvin and Farruko Remix) – 3:51
10. "Lean On" (Full Tilt Remix)"– 4:03
11. "Lean On" (UWM Mix) (featuring MØ and DJ Snake) – 3:39

## Posicionamiento en listas
| Lista (2016)                           | Mejor posición |
| -------------------------------------- | -------------- |
| Argentina (Monitor Latino)             | 1              |
| Australia (ARIA)                       | 1              |
| Australia Dance (ARIA)                 | 1              |
| Austria (Ö3 Austria Top 40)            | 3              |
| Bélgica (Ultratop 50 Flanders)         | 2              |
| Bélgica (Ultratop 50 Wallonia)         | 3              |
| Brasil (Billboard Brasil Hot 100)      | 57             |
| Canadá (Canadian Hot 100)              | 3              |
| Colombia (National Report)             | 9              |
| Croacia (ARC)                          | 1              |
| República Checa (Rádio Top 100)        | 3              |
| Dinamarca (Tracklisten)                | 1              |
| Finlandia (Suomen virallinen lista)    | 1              |
| Francia (SNEP)                         | 2              |
| Alemania (Official German Charts)      | 4              |
| Greece Digital Songs (Billboard)       | 1              |
| Hungría (Dance Top 40)                 | 1              |
| Hungría (Rádiós Top 40)                | 1              |
| Hungría (Single Top 40)                | 2              |
| Irlanda (IRMA)                         | 1              |
| Israel (Media Forest)                  | 6              |
| Italia (FIMI)                          | 3              |
| Líbano (Lebanese Top 20)               | 1              |
| Mexico Ingles Airplay (Billboard)      | 1              |
| Países Bajos (Dutch Top 40)            | 1              |
| Países Bajos (Single Top 100)          | 1              |
| Nueva Zelanda (Recorded Music NZ)      | 1              |
| Noruega (VG-lista)                     | 3              |
| Polonia (Polish Airplay Top 100)       | 2              |
| Escocia (Scottish Singles Sales Chart) | 7              |
| Eslovaquia (Rádio Top 100)             | 1              |
| España (PROMUSICAE)                    | 2              |
| Suecia (Sverigetopplistan)             | 2              |
| Suiza (Schweizer Hitparade)            | 1              |
| Reino Unido (UK Singles Chart)         | 2              |
| Reino Unido (UK Download Chart)        | 4              |
| Reino Unido (UK Dance Chart)           | 1              |
| Reino Unido (UK Indie Chart)           | 1              |
| Estados Unidos (Billboard Hot 100)     | 4              |
| Estados Unidos (Adult Top 40)          | 19             |
| Estados Unidos (Hot Dance Club Songs)  | 18             |
| Estados Unidos (Latin Pop Airplay)     | 19             |
| Estados Unidos (Mainstream Top 40)     | 1              |

| Lista (2016)                         | Posición |
| ------------------------------------ | -------- |
| Australia (ARIA)                     | 6        |
| Canadá (Canadian Hot 100)            | 9        |
| Dinamarca (Tracklisten)              | 1        |
| Alemania (Official German Charts)    | 5        |
| Israel (Media Forest)                | 8        |
| Italia (FIMI)                        | 5        |
| Netherlands (Dutch Top 40)           | 1        |
| Netherlands (Single Top 100)         | 2        |
| Nueva Zelanda (Recorded Music NZ)    | 2        |
| Polonia (ZPAV)                       | 8        |
| Suecia (Sverigetopplistan)           | 1        |
| UK Singles (Official Charts Company) | 7        |
| US Billboard Hot 100                 | 16       |